# Световна ранглиста по снукър
Световната ранглиста по снукър е въведена през 1976 г.
Преди това професионалните играчи по снукър са играли само в един-единствен турнир - световното първенство. Дотогава в схемата на следващото първенство са били подставяни само шампионът и финалистът.
От следващите 3 световни първенства през 1974 г., 1975 г. и 1976 г. са присъдени по 5 точки за шампиона, 4 за финалиста, 3 за полуфиналистите, 2 за четвъртфиналистите и по точка за осминафиналистите. Така е сформирана първата ранглиста за сезон 1976/1977, водач на която е Рей Риърдън с 15 точки.
През сезон 1981/1982 двата турнира Jameson International и Professional Players Tournament започват да носят точки за ранглистата, а световното първенство носи удвоени точки.
През сезон 1983/1984|1983/1984 Lada Classic, провеждан дотогава, като неранкинг турнир също започва да носи точки за ранглистата. През следващия сезон към ранкинг системата са добавени и UK Championship и British Open, с което ранкинг турнирите стават шест.
През годините ранкинг системата се е променяла многократно, навярно ще бъде променяна и занапред. Броят на ранкинг турнирите също не е била и няма да бъде постоянна величина.
За ранглистата се взимат точките от последните два сезона, постигнати от играча. В края на всеки сезон се обявява официалната ранглиста за следващия сезон. На базата на нея се нареждат играчите в схемата за всеки ранкинг турнир през сезона. Първите 16 играчи от официалната ранглиста се поставят директно в основната схема, а всички останали играят квалификации. Колкото по-ниско място има играча в ранглистата, толкова повече квалификационни мачове изиграва, за да се класира за турнира. Играчите между 17-о и 32-ро място играят само един квалификационен мач за класиране в турнира.
| Портал | В Портал Снукър можете да намерите още много страници за снукър. |